# Marín (Spanyolország)
Marín egy község Spanyolországban, Pontevedra tartományban. Marín Pontevedra, Bueu, Vilaboa és Moaña községekkel határos. Lakosainak száma 24 154 fő (2024).

## Népesség
A település népessége az elmúlt években az alábbi módon változott:
| Lakosok száma | 25 487 | 25 706 | 25 885 | 25 969 | 25 562 | 25 329 | 24 637 | 24 319 | 24 034 | 24 154 |
|               | 2001   | 2004   | 2007   | 2009   | 2012   | 2014   | 2017   | 2019   | 2022   | 2024   |